# Leptanilla swani
Leptanilla swani (лат.) — вид мелких слепых муравьёв рода Leptanilla из подсемейства Leptanillinae (Formicidae). Австралия.

## Распространение и экология
Встречается в Австралии.

## Описание
Муравьи мелкого размера, рабочие жёлтоватого цвета (1,3—1,5 мм), самцы тёмно-коричневые, самки около 2 мм. Долгое время был единственным представителем своего рода в Австралии. И только в 2024 году оттуда был описан второй вид рода. Leptanilla voldemort легко отличается от единственного другого австралийского вида лептаниллин, Leptanilla swani. Во-первых, у L. voldemort отчетливо удлиненные мандибулы (MI = 75—81) и антенны (SI = 128—139), в то время как у L. swani эти придатки более толстые и короткие (MI = 44—56, SI = 59—74). Во-вторых, L. voldemort обладает метасомальными сегментами, которые в два-четыре раза длиннее ширины (PI = 25, PPI = 39), тогда как у L. swani эти сегменты почти такие же длинные, как ширина (PI = 56—70, PPI = 83—100). Наконец, L. voldemort (WL = 0,59—0,61 мм) крупнее, чем L. swani (WL = 0,35—0,45 мм).

Матка (слева) и рабочий (справа)
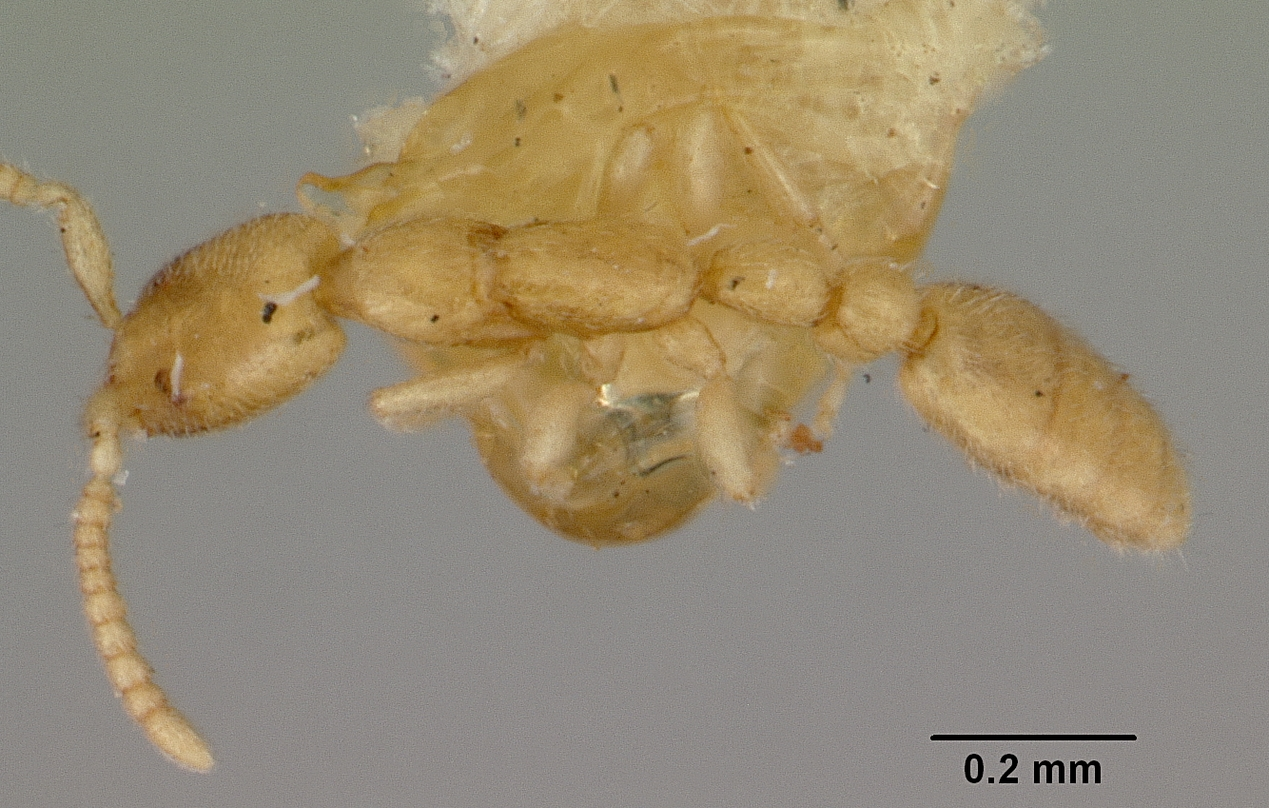
Рабочий
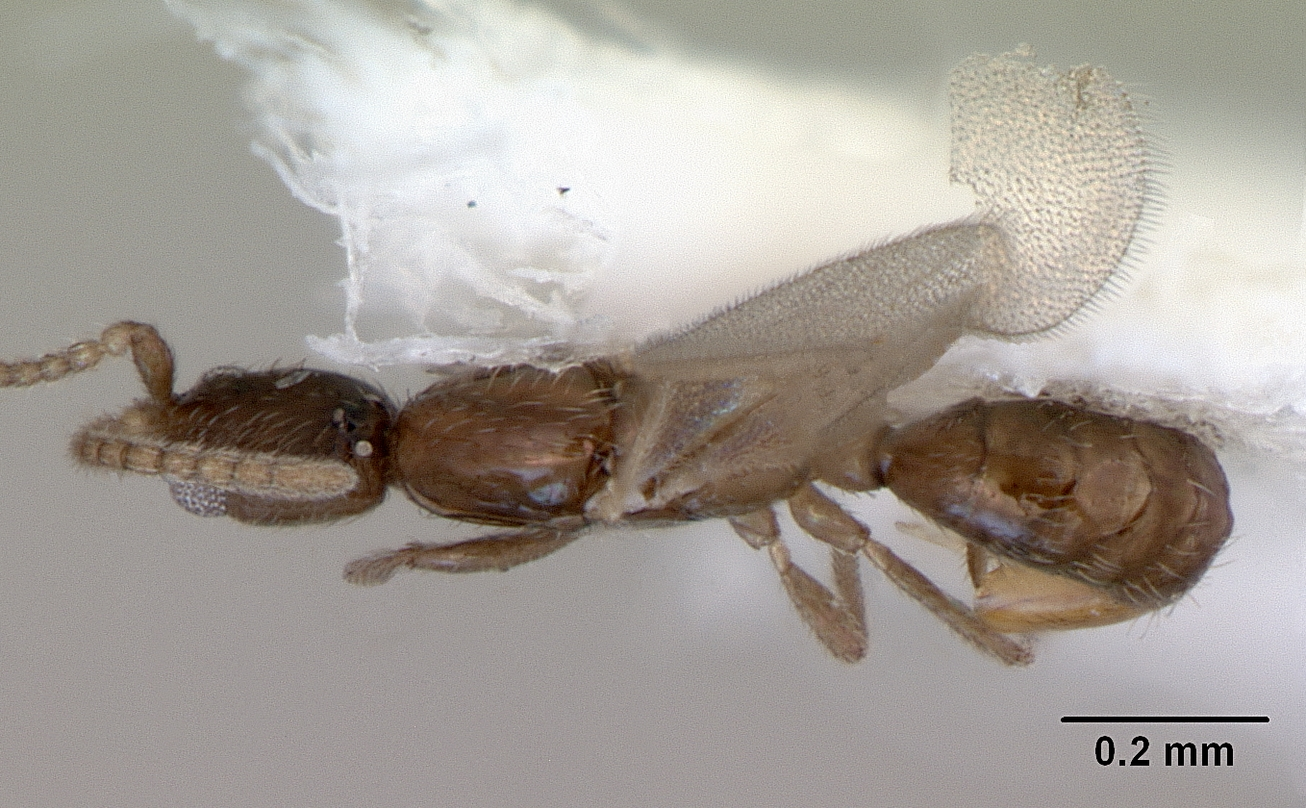
Самец
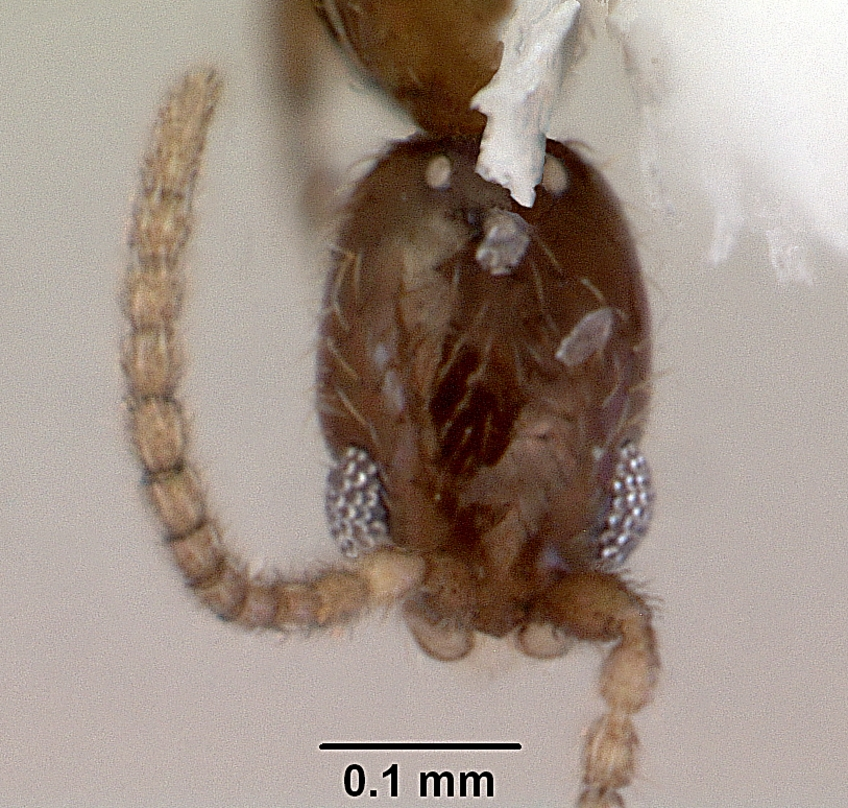
Самец
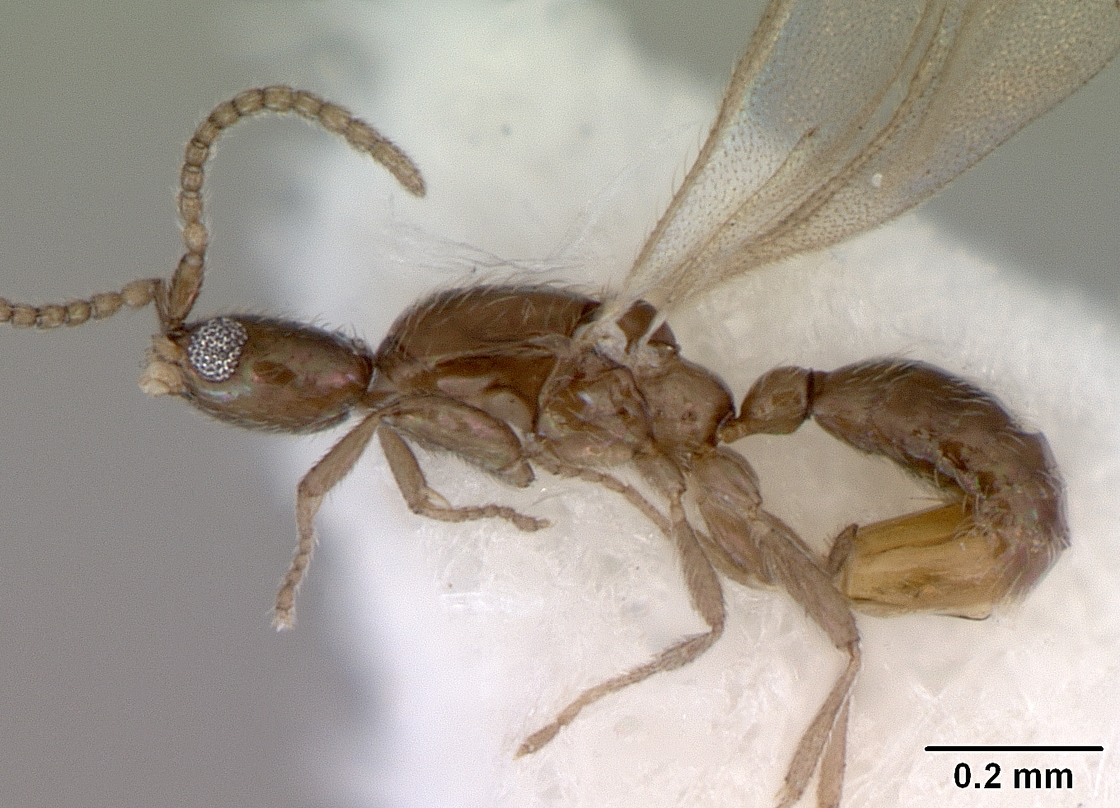
Самец

## Таксономия
Вид был впервые описан в 1932 году американским мирмекологом профессором Уилямом Уилером. Описание сделано на основании типовой серии из 24 рабочих и одной самки, взятых 10 октября 1931 года мистером Д. К. Своном (Mr. D. C. Swan) под большим камнем в Goyamin Pool, Chittering, Западная Австралия.